# Conopeum vivianii
Conopeum vivianii är en mossdjursart som beskrevs av Moyano 1991. Conopeum vivianii ingår i släktet Conopeum och familjen Membraniporidae. Inga underarter finns listade i Catalogue of Life.